# Kejžlice
Kejžlice település Csehországban, a Pelhřimovi járásban. Kejžlice Věž, Krásná Hora, Lipnice nad Sázavou, Řečice, Čejov és Budíkov településekkel határos. Lakosainak száma 467 fő (2024. január 1.).

## Népesség
A település lakosságának változását az alábbi diagram mutatja:
| Lakosok száma | 720  | 641  | 702  | 577  | 372  | 339  | 363  | 401  | 433  | 467  |
|               | 1869 | 1900 | 1921 | 1961 | 1980 | 2011 | 2016 | 2019 | 2021 | 2024 |